# Mari (dea)

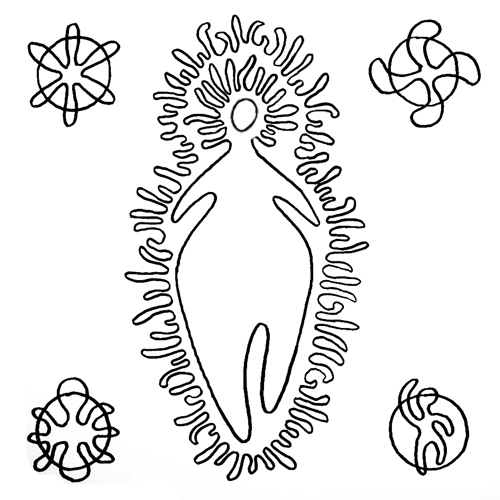
Rappresentazione di Mari

Mari è una divinità basca e con il suo consorte Sugaar (chiamato anche Maju), sono considerate le divinità supreme nell'antica mitologia basca. 

## Aspetti forme e caratteristiche
Alcune degli aspetti di Mari ricordano quelli delle divinità magico-preistoriche che governavano la vita, la morte e la rinascita delle persone, degli oggetti e dei fenomeni naturali.
Mari è rappresentata in forme diverse: come donna, come animale (avvoltoio), e via dicendo. Sugaar, invece, assume sempre la forma di uomo o di serpente-drago.
Creature simili alle streghe, chiamate sorginak, sono i loro servitori. Spesso hanno caratteristiche che li accomunano alle sacerdotesse pagane. 

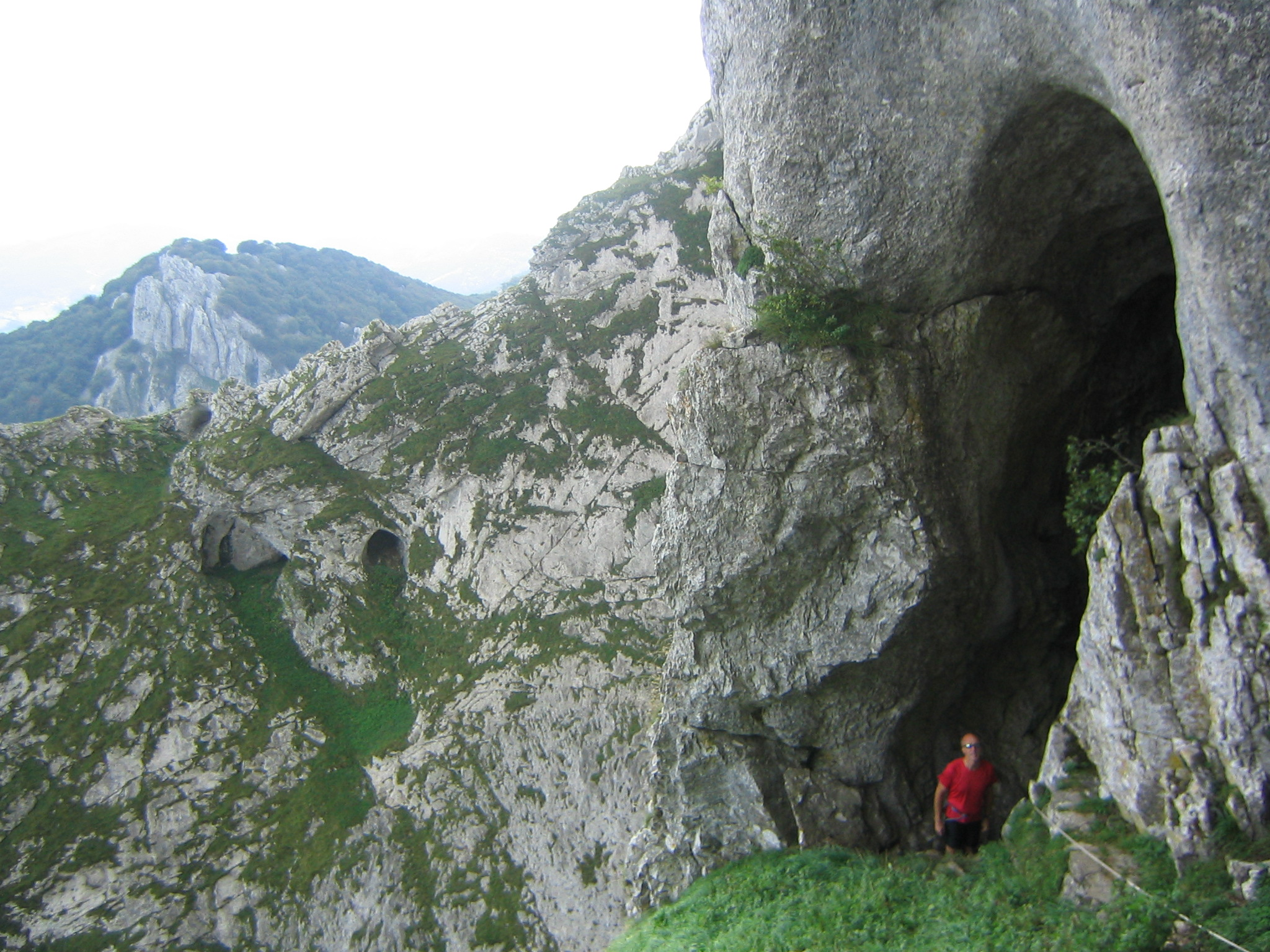
Entrata della dimora principale di Mari presso Amboto

A Mari vengono attribuite doti come profetessa e come oracolo; non a caso, gli adepti, seguendo il rito prestabilito, la chiamavano tre volte sostando davanti alle grotte per poi interrogarla. Lei compariva all'ingresso delle sue abitazioni, le cui pareti sono decorate di oro e oggetti preziosi, che se trafugati perdono il loro valore e si tramutano in carbone. Quindi la dea governa anche l'avidità degli umani e nello stesso tempo è in grado di trasmutare le sostanze.
Tra i suoi compiti fondamentali, vi è quello di presiedere la stesura delle leggi e di controllarne il rispetto. Inoltre governa tutti i fenomeni meteorologici, che scatena, talvolta, per punire i suoi sudditi. Per placare le ire della dea i fedeli compiono una serie di riti invocatori, propiziatori che nell'ambito di un sincretismo religioso, comprendono anche messe cattoliche.
Tra i suoi appellattivi, quello ricorrente è "Signora".
È associata con la luna.

## Il suo regno
I luoghi dove, abitualmente, si manifesta sono le vicinanze delle grotte, tra le principali, quelle di Amboto. La dea è considerata la regina degli inferi, che comunicano con il mondo tramite grotte e anche pozzi. Attraverso essi fuoriescono, talvolta, i morti e proprio per questo motivo, i fedeli ponevano daventi agli ingressi offerte e cibo. La terra adiacente a queste porte d'accesso è ricca, fertile.
Il suo culto, in qualche modo, è sopravvissuto alle persecuzioni dell'Inquisizione spagnola, alle distruzioni e alle esecuzioni sommarie, effettuati soprattutto tra Zugarramurdi e Logroño, che erano le città più importanti del culto.

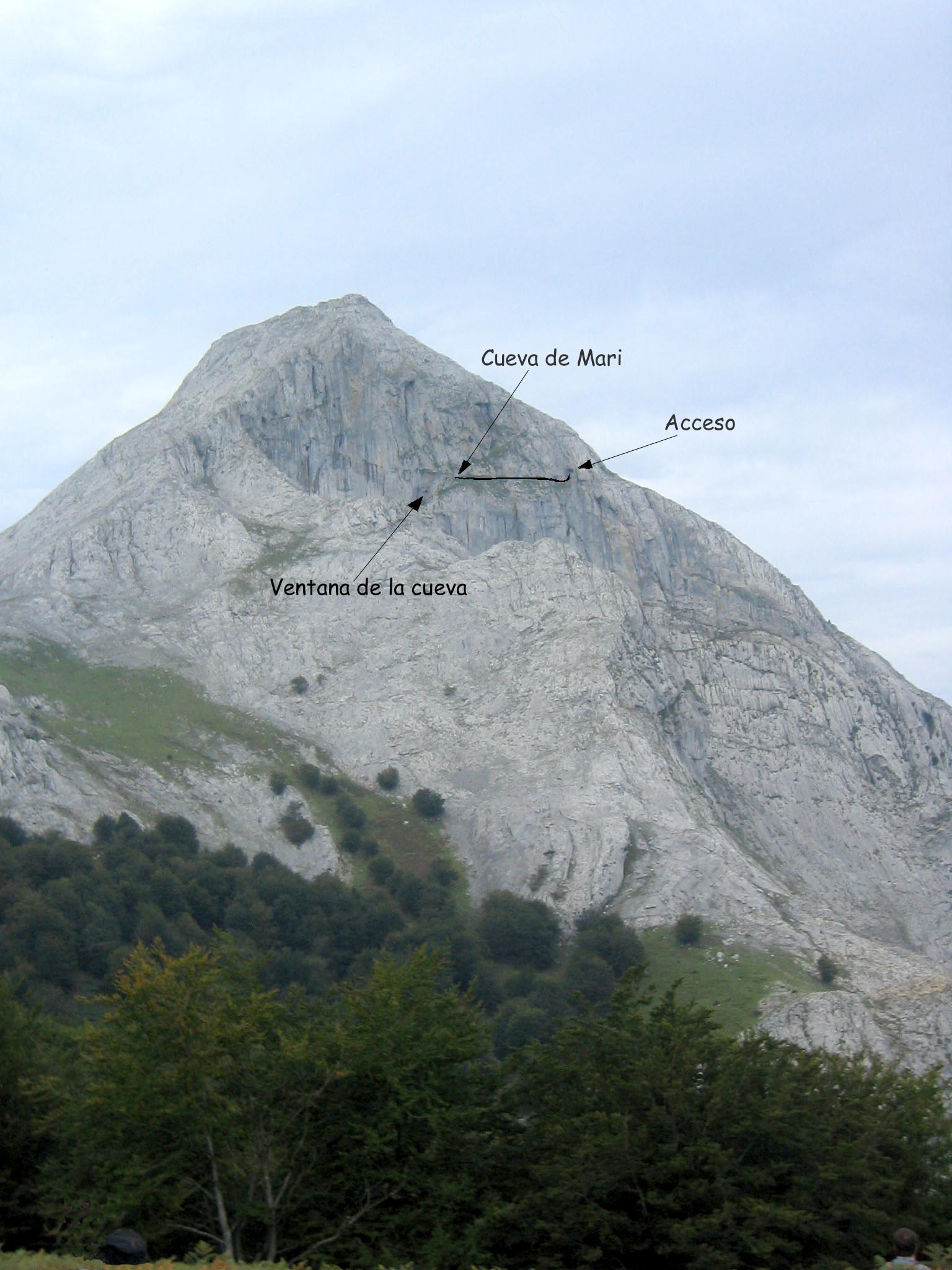
Ubicazione della grotta di Mari presso Anboto.
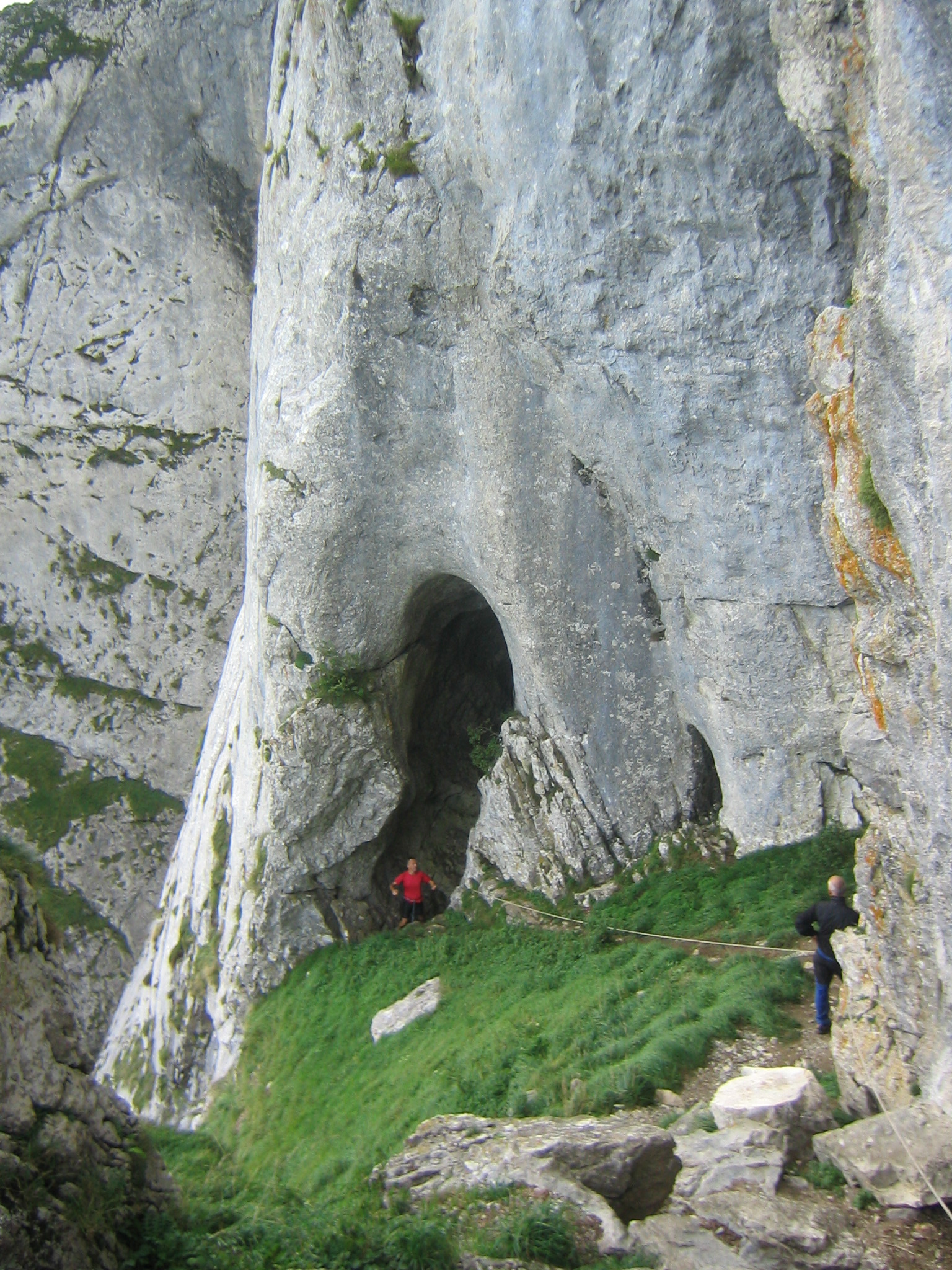
Entrata della grotta.
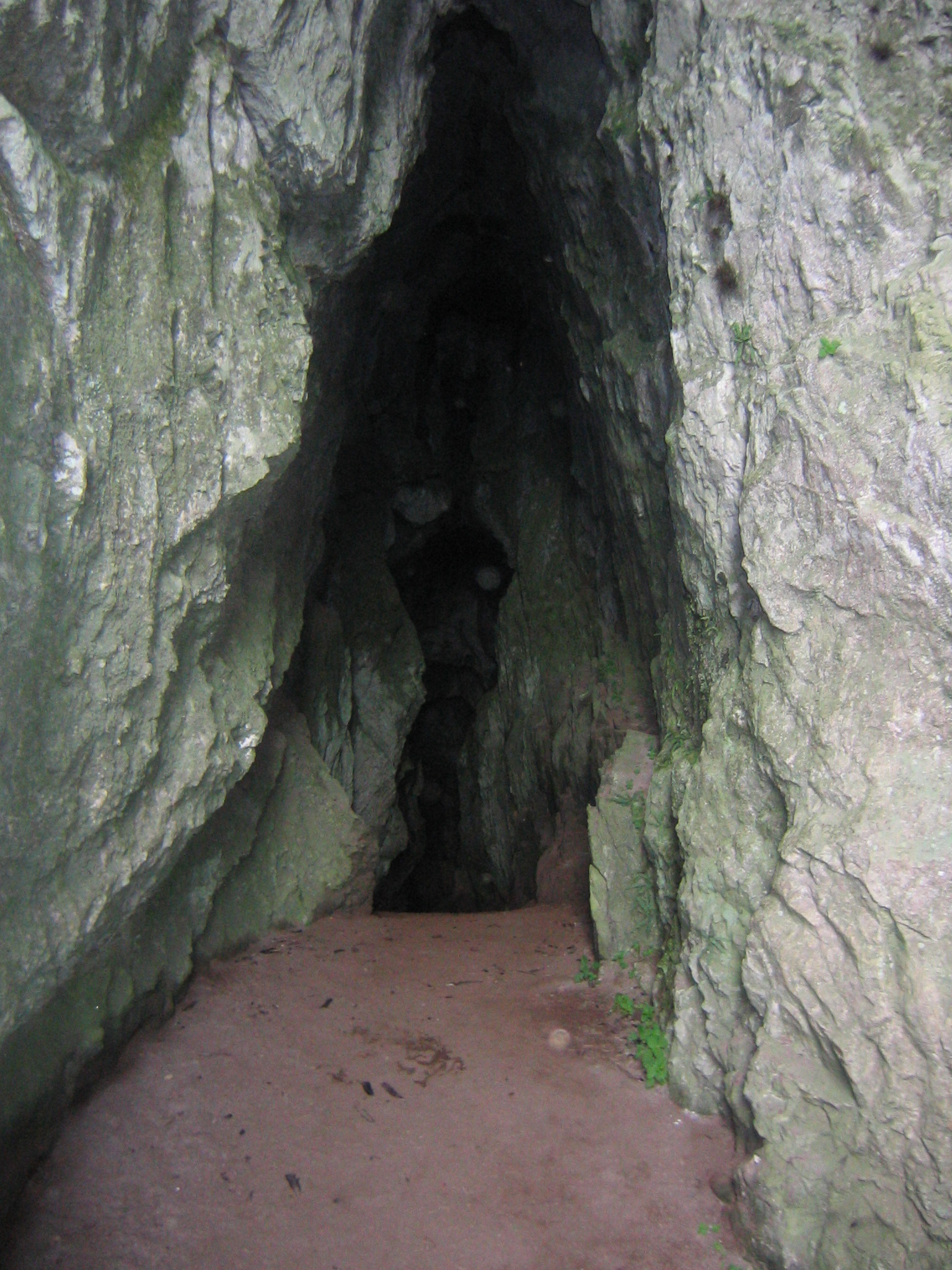
Passaggio interiore che conduce alla dimora.
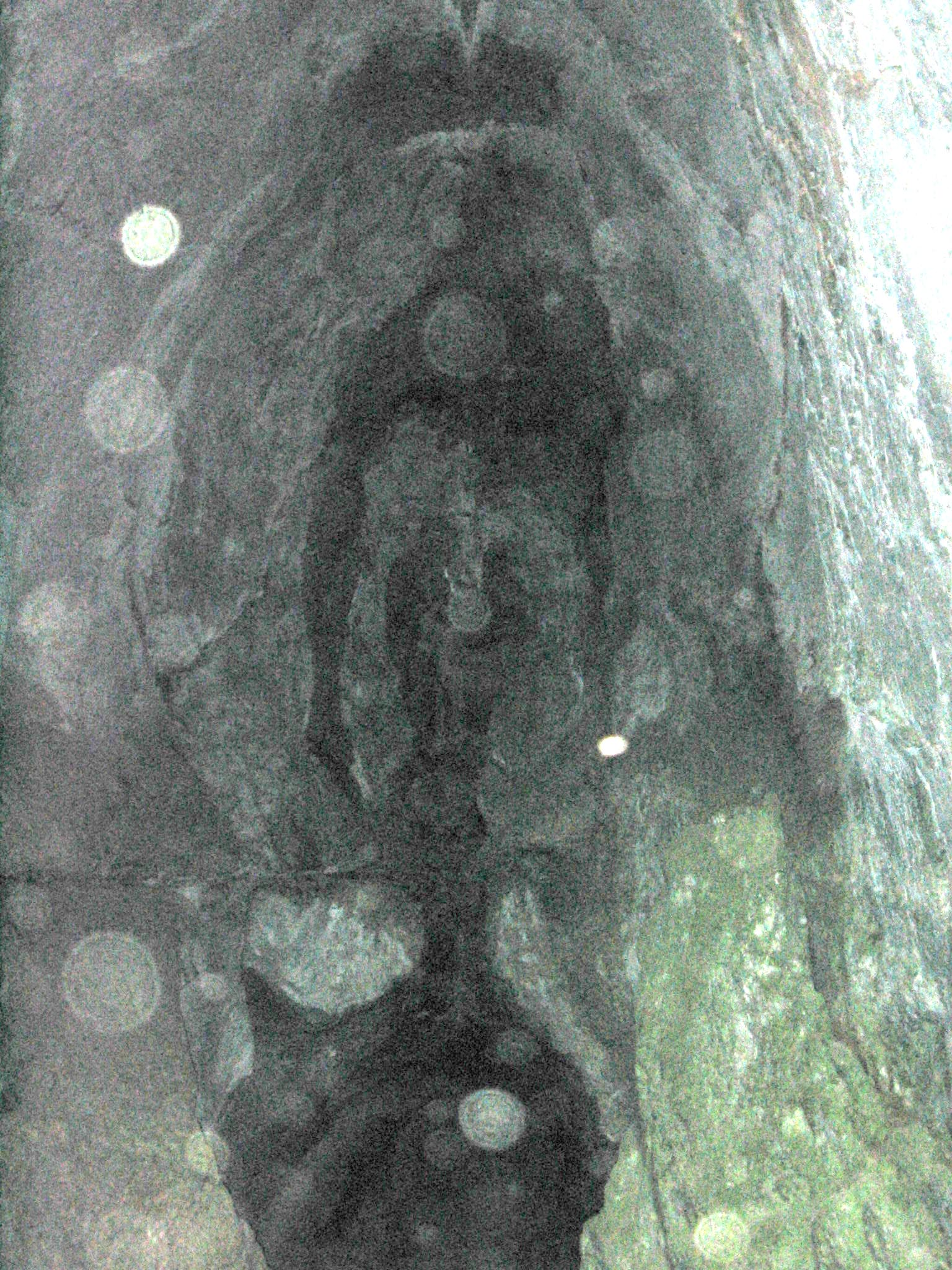
Formazione rocciosa che costituisce la grotta di Mari.